# Personnages de Samurai Deeper Kyo
Vous pouvez aider à l'améliorer ou bien discuter des problèmes sur sa page de discussion.
- Le fond est à vérifier. Si vous venez d’apposer le bandeau, merci d’indiquer ici les points à vérifier. (Marqué depuis avril 2024)

Vous pouvez aider à l'améliorer ou bien discuter des problèmes sur sa page de discussion.
- Il ne cite pas suffisamment ses sources. Vous pouvez indiquer les passages à sourcer avec {{référence nécessaire}} ou {{Référence souhaitée}}, et inclure les références utiles en les liant aux notes de bas de page. (Marqué depuis mai 2024)
- Il devrait être synthétisé. Vous pouvez modifier son contenu afin de le rendre plus concis et/ou plus précis. (Marqué depuis mai 2024)

- Archive Wikiwix
- Bing
- Cairn
- DuckDuckGo
- E. Universalis
- Gallica
- Google
- G. Books
- G. News
- G. Scholar
- Persée
- Qwant
- (zh) Baidu
- (ru) Yandex
- (wd) trouver des œuvres sur Wikidata

- Il est peut-être trop long. Sa lecture et la navigation peuvent poser des problèmes, ainsi que son chargement. Vous pouvez raccourcir certains passages en les résumant ou en déplaçant leur contenu vers des articles dédiés. (Marqué depuis mai 2024)

Pour un article plus général, voir Samurai Deeper Kyo.
Cet article présente la liste des personnages du manga Samurai Deeper Kyo.

## Personnages principauxsans affiliation[précisionnécessaire]
- Kyo aux yeux de démon[1]
- Yuya Shiina[1]
- Sakuya[1]
- Izumo no Okuni, inspiré par Okuni
- Tigre rouge[1], (Benitora en version originale) de son vrai nom Hidetada Tokugawa, inspiré par Hidetada Tokugawa

## Les quatre Sacrés du ciel
- Akira
- Bontenmaru, de son vrai nom Date Masamune, se balade avec un sabre en bois, mais en fait sa spécialité est le combat au corps à corps. Quand il utilise sa technique de combat, il est incontrôlable et ne distingue plus ses amis de ses ennemis. Il fait son apparition après le premier combat contre Oda Nobunaga, il est chargé de ramener Kyo aux yeux de démon auprès de son maître Muramasa. Puis, il suit Kyo chez les Mibu au fin fond de la forêt Aokigahara au pied du mont Fuji.
- Luciole, anciennement Keikoku
- Akari, de son vrai nom Tokichirô Mitarai, est une chamane, comme Nozomu Shiina, le frère de Yuya Shiina. apparaît pour la toute première fois alors que l'équipe de Kyo aux yeux de démon est mal-en-point, après le combat contre Shinrei. Akari est une très belle jeune femme aux longs cheveux roses, douce, posée et possédant le pouvoir miraculeux de guérir. Cependant aucun des Sacrés du Ciel (shiseiten) n'est vraiment ce qu'il semble, et Akari est bien plus redoutable que son apparence ne le laisse présager. En effet, si Luciole, Akira et Bontenmaru frissonnent dès qu'elle arrive, c'est qu'il y a une excellente raison à cela : pour chaque soin apporté, elle demande de lui confier un secret. Elle ne craint pas de s'en servir pour humilier, se faire respecter ou bien juste rire à leurs dépens. Malgré cela, c'est en fait un personnage très torturé qui était seul et redouté de tous pour ses pouvoirs. N'ayant jamais eu d'amis, l'arrivée de Kyo et son acceptation sans condition au sein des Sacrés du Ciel l'a sauvée d'un monde de solitude et de douleur. Elle est donc tombée tout naturellement sous le charme de Kyo qu'elle soigne gratuitement. Celui-ci lui a d'ailleurs promis de se marier avec elle si elle réussissait à lui porter un coup au moins une fois au visage (ce qui met Yuya en rogne lorsqu'elle l'apprend). Seul hic, Akari est un homme et s'appelle en réalité Tokichirô Mitarai (les femmes sont interdites au sein des Sacrés du Ciel), cependant comme il a été élevé en tant que fille (afin de le rendre plus « sensible » au chamanisme) il a gardé un cœur de femme dans un corps d'homme.

## Clan Mibu

### Rois rouges
- Mibu Tenrô, premier Roi rouge
- Mibu Kyôzaburô, est la première poupée de combat créée par Mibu Kyôichirô, il est son second et son meilleur ami. Ils ressemblaient un peu à Muramasa et Fubuki, ensemble, ils dirigeaient le "faux" clan Mibu. Mais Kyôichirô repartie pour la forêt d'Aokigahara et partie découvrir le monde des humains, il confia le trône du Roi Rouge à Mibu Kyôzaburô. Kyôzaburô régna en bon roi sur le clan et réunit les "ratés" et les poupées de combat Mibu. Mais plus tard, Kyôichirô revint en ayant changé, il regagna peu à peu le pouvoir du trône des Mibu. Au fur et à mesure, il finit par enfermer Mibu Kyôzaburô pour éviter qu'il le dérange... Mais ce dernier s'enfuit et essaya d'ouvrir la porte Rouge... Au dernier moment, il fut stoppé par Mibu Kyôshirô, et celui-ci l'abattit avant de se faire raisonner par Sakuya. Peu après, Kyôichirô réintégra sa chair et son sang qui était en Kyôzaburô. Beaucoup plus tard, il réapparut pendant le combat de Kyôichirô et Kyo aux Yeux de Demon pour aider Kyôshirô avant de disparaître définitivement...
- Ex-Roi rouge, actuel chef tout puissant du clan Mibu, est le principal ennemi de Kyo aux yeux de démon, légitime Roi rouge. Ils furent autrefois très bons amis lorsque Kyo était encore enfant et c'est lui qui a conseillé à Kyo de quitter le clan pour qu'il suive sa propre voie. Il était autrefois très bon et sympathique, mais... il a fini par changer du tout au tout en devenant maléfique et démoniaque. Il maîtrise absolument toutes les techniques du vent divin obscur, ainsi que toutes les techniques du clan Mibu. Il émane de lui une aura rouge démoniaque. Il partage son cœur avec des chamanes pour utiliser leurs pouvoirs. On apprendra plus tard que l'ex-roi rouge n'est pas le roi officiel, qu'il n'est pas un vrai mibu, mais qu'il a été créé par le véritable clan mibu et que c'est un prototype, une poupée qui a été créée à partir du même sang que Kyo, membre numéro 1 des quatre chevaliers de la croix rouge. Cet homme n'hésite pas à tuer ses serviteurs comme Fubuki qui lui a loyalement servi et ce durant des siècles. C'est la poupée guerrière parfaite dont parlait Hishigi, qui possède les véritables yeux rouges, mais qui n'est qu'un faux mibu. Il mourra à la suite de son combat contre Kyo, le véritable Roi Rouge, détenteur de la croix rouge de taichi et descendant ultime du véritable clan mibu.

### Les Chevaliers de la Croix Rouge
- Mibu Kyôichirô est la toute première poupée de combat créée par les vrais Mibu. Il vécut très longtemps auprès d'eux, et les vit longtemps s'entretuer sans pouvoir jamais intervenir, ce qui le déchira profondément. Plus tard, dégouté par les querelles internes des Mibu, il dirigea la révolte des poupées de combat contre leurs quelques créateurs survivants. Mais la plupart des poupées disparurent très vite, laissant seul Mibu Kyôichirô, qui décida d'en créer de nouvelles à partir de sa chair et de son sang. Les trois premières furent : Mibu Kyôjirô, Mibu Kyôzaburô et Mibu Kyôshirô. Après avoir recréer intégralement le clan Mibu, il décida de prendre le commandement du clan en devenant le Roi rouge. Plus tard, il laissa la direction à Mibu Kyôzaburô et descendit très souvent dans la forêt voir les "ratés" du clan Mibu. Il revint plus tard pour reprendre le trône de Mibu Kyôzaburô et devint "l'Ex-Roi Rouge".
- Mibu Kyôjirô n'est autre que Chinmei, un membre des cinq planètes maîtrisant la Terre et la Gravité. Il est le partenaire de Mibu Kyôshirô, et pourchassera celui-ci quand il s'échappera. Il le manipulera pour qu'il assassine Shiina Nozomu à sa place. L'Ex-Roi rouge lui a confié la mission de retrouver tous les Muramasa Maléfiques qui pourraient ouvrir la porte Rouge. C'est d'ailleurs lui qui assassinera Mayumi (la sœur de Mahiro, l'amante de Muramasa) pour retrouver le Tenrô de Kyo... Il semblerait que dans sa jeunesse, il tua une jeune Chamane qui avait un cœur synchronisé avec le roi rouge et dont il était follement amoureux. Ceci le déchira profondément, il devint... légèrement dérangé et assez sadique (on le verra quand il brisera les bras de Mahiro). À noter que le roi rouge a fait en sorte que Kyôjiro ne puisse pas la ressusciter pour le punir de sa désobéissance.
- Mibu Kyôzaburô est aussi un Roi-rouge que kyoshiro a assassiné
- Mibu Kyōshirō[1], le pharmacien de la paix et de l'amour apparaît d'abord comme un personnage simplet pacifique et rigolo, dont les talents sont manger et ses hobbies, dormir. En réalité sa personnalité est toute autre car sa véritable identité n'est autre que Mibu Kyoshiro quatrième membre des quatre chevaliers de la croix rouge, descendant de la véritable lignée du clan Mibu, ou véritable clan mibu, et possède les légendaires et mythiques yeux rouges. C'est en réalité un samouraï légendaire et surpuissant, un des cinq plus grands samouraïs du clan Mibu qui maîtrise les quatre techniques secrètes du vent divin obscur en ayant subi un entrainement extrêmement intensif avec Muramasa, son maître d'armes et sensei. Il a aussi la réputation d'avoir battu le légendaire Kyo aux yeux de démon, il y a quatre ans de cela. (Après la bataille de Sekigahara). À la fin du manga, Kyoshiro fera en sorte de pousser Kyo à bout pour qu'il dévoile enfin la véritable puissance du vent divin obscur, le dragon d'or, technique suprême du clan mibu. Kyoshiro se réconciliera avec Kyo en se battant à ses côtés contre le terrible et démoniaque Ex-roi rouge qui est en réalité son frère aîné, malgré sa conception en son entité.

### Les quatre Sages
Dans la hiérarchie Mibu, ce sont les plus puissants après l'Ex-Roi Rouge. Chacun d'entre eux a un territoire qui est limité et protégé par un ou plusieurs gardes du corps. Pique, Carreau et Trèfle sont les gardes du corps de Tokito et se sont fait disons assommer par Anthony, le garde et frère de Yuan, Ishigi se sert d'Akari qui sous son influence se transforme en Ashura, quant à Fubuki, il se peut que ce soit Chinmei/Pique qui lui serve de garde du corps.
- Fubuki est le chef actuel des quatre sages, il est le plus terrifiant de tous. Il fait partie de la première génération tout comme Hishigi, Shihodo et Muramasa, grand ami de Muramasa mais qui les a abandonné et avec Hishigi. Shinrei, une des cinq planètes, est le disciple préféré de Fubuki. Cela n'empêche pas ce dernier de le blesser mortellement. Shinrei avait en effet découvert que Taihaku avait été tué par Fubuki. Fubuki est le meilleur manipulateur d'âmes, c’est-à-dire qu'il peut ressusciter n'importe qui. Grâce à ce pouvoir, il fait du chantage à Chinmei, joker de l'ex-Roi Rouge et collègue de Shinrei. Fubuki est très apprécié de l'ex-Roi Rouge et certains pensent qu'il est même plus fort que lui. Il habite dans la partie inférieure du palais du Yin-Yang.
- Hishigi est un ancien ami de Muramasa, celui-ci lui a même demandé de le suivre lorsqu'il a quitté les Mibu. On voit dans le volume 29 que Hishigi faisait déjà partie des quatre sages lorsque Kyo était enfant, c’est-à-dire avec Muramasa, Shihodo et Fubuki. Dans le volume 25 Tokito prévoit que Hishigi trahira les Mibu pour rejoindre Kyo. Hishigi est le créateur des habitants de la forêt, et des guerriers fous, et il participe à la résurrection du clan Mibu (on peut penser que c'est lui qui en est le créateur). Dans le volume 26 il sauve Shinrei qui a été blessé par Fubuki. Enfin dans le volume 27 on découvre qu'il a envoyé Akari espionner Kyo. Hishigi est apparemment doué des mêmes pouvoirs que Nozomu Shiina, car il supervise les chamanes, s'occupe de la résurrection d'Oda Nobunaga, et peut soigner de graves blessures. Il affrontera plus tard Yuan et révèlera la partie gauche de son corps, qui est en réalité une multitude d'yeux de la méduse. Ces yeux servent à soutenir la partie gauche de son corps qui est atteint de la maladie de la mort. Il révèlera ensuite ses faux yeux rouges et repoussera l'assaut de yuan avec son sabre hakuya (« lune blanche »), dont on dit qu'il frappe à la vitesse de la lumière et vous envoie dans un monde sans ténèbres. Après il affrontera kyo avec Fubuki mais se fera terrasser lorsque kyo éveillera ses vrais yeux rouges. Il se sacrifiera ensuite en se faisant sauter pour essayer de tuer Kyo. Il confiera également ses souvenirs à Akari pour trouver un remède à la maladie de la mort. Il mourra dans les bras de Fubuki après avoir transplanté son cœur dans le sien.
- Tokito domine la lune. À sa première apparition, face à Bontenmaru, elle lui avoue être le fils de Muramasa (ce qui est faux). C'est une guerrière extrêmement puissante, très rapide, mais aussi sadique. Elle n'a aucun respect pour la vie des autres et n'hésite pas à exécuter ceux qui ne lui paraissent pas utiles. Elle se bat avec son sabre (le Hokutoshichisei, qui est un Muramasa) et plus généralement des cartes de tarot plus tranchantes que des lames de rasoir. Par ailleurs, elle semble être capable de voir l'avenir en lisant dans ses cartes. Tokito combat Akira et perd contre ce dernier au cours d'un combat titanesque. On apprendra ensuite qu'en réalité Tokito est la fille de Fubuki et de Hitoki, la sœur de Muramasa, et que Hishigi lui a fait subir un lavage de cerveau puis lui a montré un passé sur mesure ; elle est ensuite devenue l'un des Sages. À la fin du manga, on la verra suivre Akira dans le désert (tout comme celui-ci faisait avec Kyo). Akira devient alors l'idole de Tokito.
- Yuan : Ses deux yeux sont rouges, et ce, depuis sa naissance. C'est pour cela que sa mère, Ian, lui a mis un long bandeau rouge sur les yeux (à cette époque, avoir les yeux rouges était très mal vu et on pouvait être tué pour cela). Ne pouvant plus voir, Yuan a développé une technique de vision, "les yeux de l'âme" (Shingan), qui lui permet de percevoir ce qui l'entoure. Avec ces "yeux de l'âme", il peut aussi voir ce qui se passe ailleurs, dans d'autres endroits, comme si ses yeux traversaient les murs. Yuan est un génie du combat et excelle au corps à corps. Il maîtrise également parfaitement l'Art de manier le sabre. Il a aussi un étrange pouvoir: le Genshisô, qui provoque l'illusion d'une attaque. Sa victime croit qu'elle a été touchée, ressent la douleur comme si elle était réelle et finit par perdre son âme (mourir, quoi). Seul Luciole réussit à survivre à cette attaque. Yuan est d'ailleurs son maître d'armes et l'a hébergé chez lui. Luciole ne fait preuve cependant d'aucune gratitude et appelle Yuan "Yun Yun le panda" (ce qui l'énerve énormément). Il s'entend bien avec les autres Sages à part avec Fubuki qui le menace souvent de tuer sa famille, et c'est le plus décontracté de tous. Il aime bien jouer avec une hélice en bambou. On apprend dans les volumes suivants que ce personnage n'est pas aussi mauvais qu'il en a l'air. Il est devenu un des Sages pour sauver ses frères et sœurs. Sa mère, Ian, a voulu connaître le terrible secret des Mibu gardé par l'Ex-Roi Rouge et s'est fait exécuter. Ses enfants auraient dû être tous massacrés également, mais le cadet, Yuan, a réussi à négocier avec l'Ex-Roi Rouge: il le servira en échange de la vie de sa famille. Lors du tome 31 Yuan livre un combat spectaculaire montrant l'écart entre les 4 sages et les 4 sacrés du ciel, sa puissance sans limite fait de lui un des plus puissants personnages de la série (il est bien obligé d'admettre la surpuissance de Kyo lors de son éveil où il exprime ressentir de la peur pour la première fois).

### Les ex-Sages
- Muramasa est un ancien membre influent du clan Mibu. Il maîtrise l'art de la régénération et ainsi son corps lui donne l'apparence d'un homme d'une trentaine d'années alors qu'il en a beaucoup plus. Il souffre d'une maladie incurable (la maladie de la mort) touchant exclusivement les Mibu. Durant les années qui précèdent l'action du manga, il s'est mis à douter de son propre clan, regrettant la façon dont ce clan dirige le Japon, il le quitte et devient ainsi une menace pour les Mibu. Muramasa a été le maître d'armes de Kyo aux yeux de démon et de Kyoshiro Mibu, c'est lui qui leur a appris une grande part de leurs techniques de combat. Il est aussi un forgeron de talent. Il a fabriqué de nombreuses armes dont quatre démoniaques, qui ont la faculté de décider à qui elles vont appartenir et ses armes. Son maître qui lui a enseigné l'art de forger des sabres est Julian mais ce dernier ne connaît pas les techniques du Vent Divin Obscur, à part le Genbu qu'il a voulu savoir pour épater sa femme Ian. Malgré leurs différends, Muramasa considère Fubuki comme un ami précieux et semble avoir été relativement proche d'Hishigi également. Il meurt après avoir enseigné les techniques secrètes du vent divin obscur à Kyo.
- Shihodo est une ancienne chef des quatre sages, plus vieille que Fubuki et Muramasa. Elle a permis à Muramasa et à Kyo, qu'elle appelle "petit démon", à s'enfuir du clan Mibu pour voir l'espoir que Muramasa a placé en Kyo. Mais elle a exigé de Kyo une "dette" pour ce service. Elle arrive à communiquer avec son sabre ce qui rend ses attaques plus dévastatrices. Après s'être "fait battre" par Kyo, elle décide d'aller voir l'ex-roi rouge pour remplir sa promesse, à savoir le tuer si jamais il allait dans la mauvaise voie. Elle maitrise les nuages, et est capable de communiquer à distance avec Julian, avec qui elle semble très proche (le même humour, sans nul doute). Ses vêtements osés et son humour très particulier horrifie Sasuke, qu'elle affuble d'un surnom grotesque "souriceau", ce qui lui fait perdre patience en sa présence.
- Ian est de feu la femme de Julian et la mère Yuan, l'actuel Quatre-Sage, et de ses frères et sœurs. Elle a été assassinée après avoir découvert le plus grand secret de l'Ex-Roi-Rouge.

### Garde rapprochée de Tokito
- Pique de lune (qui est en réalité chimei des chevalier de la croix rouge)
- Trèfle
- Cœur
- Carreau

### Famille de Yuan
- Anna
- Angelica
- Antony
- Julian
- Kilian
- Elian est le fils de Julian, il est aussi le frère de Yuan des Quatre Sages et de Anri, l'ancien capitaine de la garde rapprochée de Muramasa. Il est aussi, comme tous ses frères et sœur, membre de la garde rapprochée de Yuan. Comme toute sa famille, il est obligé de rester dans leur territoire, mais, n'est pas très curieux du monde extérieur : il préfère de loin rester chez lui ! Il est assez gourmand et un peu enveloppé, de plus, il est le plus jeune des frères cadets.
- Lilian et Malian sont les filles jumelles de feu Ian et de Julian, elle est aussi la sœur de Yuan des Quatre Sages et de Anri, l'ancien capitaine de la garde rapprochée de Muramasa. Elles sont aussi, comme tous ses frères et sœur, membre de la garde rapprochée de Yuan. Comme toute sa famille, elles sont obligées de rester dans leur territoire, et adorerait visiter le monde extérieur. Elles sont toujours ensemble, et parle beaucoup de poids et de régime avec ensemble malgré leurs minceurs.
- Anri
- Ian
- Yulian est le fils de feu Ian et de Julian, il est aussi le frère de Yuan des Quatre Sages et de Anri, l'ancien capitaine de la garde rapprochée de Muramasa. Il est aussi, comme tous ses frères et sœur, membre de la garde rapprochée de Yuan. Comme toute sa famille, il est obligé de rester dans leur territoire et est très curieux du monde extérieur : il rêve d'y aller. Il accuse souvent les autres et trouve toujours à redire, mais il est l'ainé des frères cadets.

### Garde rapprochée de Muramasa
- Chef de la garde Rapprochée de Muramasa
  - Anri

### Les cinq Planètes
Membres haut placés dans la hiérarchie du clan Mibu, ils sont en dessous des quatre sages ainsi que de l'Ex Roi Rouge mais au-dessus des autres membres du clan Mibu.
La génération actuelle est au nombre de cinq :
- Chinmei est l'une des Cinq Planètes et est en même temps un des gardes rapprochés du Roi rouge. Il semblerait qu'il ait passé un pacte secret avec Fubuki, le chef des Quatre Sages. En apparence, il prône la paix et l'amour et s'habille un peu comme le précurseur des hippies mais est en réalité puissant et sadique (il casse les 2 bras de Mahiro et a tué la sœur de cette dernière, Mayumi). Il maîtrise les forces de gravitation et peut donc donner l'impression de léviter, ou au contraire écraser ses adversaires sous une très puissante pression. Ses techniques favorites sont l'Apesanteur amicale aussi appelée Faisons ami-ami avec la terre, qui immobilise littéralement ses adversaires au sol et qui fait entre autres se rouvrir leurs blessures, ou ses Balles de Happy Come-Come, qui sont en réalité des lames créées par l'apesanteur. Son coup le plus dévastateur est la boule noire céleste de Chinmei, qui est une sorte de trou noir aspirant tout sur son passage qu'il utilisera face au Suzaku de Kyo, en vain car ce dernier le vaincra malgré tout. Bien que Kyo l'ait jeté au fond du ravin de leur espace de combat et qu'il l'ait tranché en deux après lui avoir coupé un bras, il semblerait qu'il ait survécu via une technique mystérieuse et qu'il observe la situation dans l'ombre. Il a aimé une chamane qui est morte depuis. Cette chamane, comme Sakuya, lisait l'avenir et donc, comme toutes les chamanes des Mibus lisant l'avenir, partageait un cœur avec l'ex Roi Rouge. Voulant supprimer ce dernier elle demanda à Chinmei de la tuer en espérant que sa mort entraînerait celle de l'ex Roi Rouge. Chinmei accepta sa demande et la tua mais l'ex Roi Rouge n'est pas mort. Au fil du temps, ses souvenirs, ses sentiments se sont estompés et sa tristesse a asséché toutes ses larmes au point de finir par pleurer des larmes de sang. Et pour oublier sa tristesse, son sang de vrai Mibu le fait tuer, tuer pour s'amuser.
- Keikoku
- Saisei et Saishi font partie des Cinq Planètes du Clan Mibu. Elles sont également les gardiennes de la 2e Porte. Elles sont deux, mais pourtant seule Saishi tire les ficelles (d'où le fait que les Planètes ne soient "que" cinq), car Saisei n'est en fait qu'une mort-vivante ressuscitée par Saishi. À la vue de l'emblème sur son armure, Bontenmaru se rendra compte qu'elle a néanmoins été Tomoe Gozen, une des plus puissantes guerrières du Japon vivant il y a 500 ans (à l'époque du manga). Elle perdra de nouveau et définitivement la vie dans un combat contre Akira où ils mesurent leur conviction (celle de Saisei étant de protéger Shinrei dont elle est amoureuse et celle d'Akira étant de permettre au groupe de Kyo de passer la seconde porte). Elles n'aiment pas avoir à se battre et préfèrent invoquer des morts-vivants (en général de belles femmes presque nues) pour combattre à leur place. Elles ont également invoqué les deux généraux les plus puissants du Japon, Musashibo Benkei et Ushiwakamaru ayant vécu à l'ère Kamakura face à Kyo et Akira. Elles remplissent également des sortes de fiches afin de "diagnostiquer" les points forts et les points faibles de leurs adversaires afin de cerner plus facilement leurs faiblesses. La technique la plus redoutable de Saisei est surement son Opération, qui consiste à modifier la structure de ses propres atomes et de créer un vide dimensionnel sur son propre corps pour se lier à celui de son ennemi, ce qui a pour effet de retourner les attaques ennemies (un sabre traverse le vide dimensionnel, il réapparaît planté dans son adversaire, Akira en fera les frais). Saishi n'a pas de technique particulière mais a un gros avantage: elle maitrise le Bois et a le pouvoir de régénération : peu importe le nombre de coups de sabre qu'elle reçoit, son corps se "recolle" à chaque fois. Elle a en outre une force non négligeable (malgré des petits bras). Habituellement habillées en infirmières (maillot et jupe très courts...), elles peuvent revêtir chacune une "tenue de combat" : Saisei endosse l'armure des Tomoé et se munit d'une énorme lance (qu'elle manie pourtant très agilement)et Saishi revêt une tenue de lapin assez ridicule (qui scandalise Yuya), elle ne se bat que dans cette tenue. C'est Akira qui vaincra ces 4 adversaires, Saisei, Saishi, Ushiwakamaru et Benkei. Ushiwakamaru et Benkei seront terrassés par l'attaque de glace Muhyogeten. Akira enfermera ensuite Saisei dans une prison de glace, "Hyokenseiso" (les années de glace), à laquelle elle échappera grâce à son Opération. Mais Akira l'achèvera avec un Muhyogeten. Il devra finalement utiliser son coup le plus meurtrier, le Fantôme de l'Enfer ou Grande croix du Démon des glaces, qui est un coup porté à une température si froide qu'elle peut stopper le mouvement des atomes, empêchant ainsi Saishi de se régénérer.
- Shinrei contrôle l'eau et est le gardien de la cinquième porte qui mène au palais du Yin et du Yang. Il est le disciple de Sire Fubuki, l'un des quatre Sages pour qui il a - au début du moins - une dévotion sans limite. Il est amoureux de Saisei bien que celle-ci soit une morte ressuscitée par Saishi. Il apparaît chez Muramasa pour le tuer ainsi que Kyo aux yeux de démon (volume 11). Il se retire après avoir vu la "sainte croix rouge", signe du roi rouge, apparaître dans le dos de Kyo. Il laisse toutefois dans le corps de Yuya Shiina un dragon d'eau qui lui déchiquettera le cœur dans soixante jours si Kyo n'arrête pas l'ambition des Mibu en empêchant l'assassinat de Ieyasu Tokugawa et s'il ne se rend pas en terre Mibu (volume 12). Extrêmement fidèle au clan Mibu il accepte même avec fierté les "chaines" qui le lient au clan, même si celles-ci le font souffrir. Persuadé que Kyo est responsable de la mort de Taihaku et de Saisei il jure de le vaincre. Il se retrouve face à Keikoku, son demi-frère, venu aider Kyo (volume 21). Ce dernier le libèrera de ses chaines et lui rendra sa liberté. C'est à partir de ce moment que Shinrei considère vraiment Luciole comme son frère. Il part ensuite voir Fubuki pour l'interroger sur la mort de Taihaku. Comprenant la vérité, il attaque Fubuki mais ce dernier le vainc aisément. Hishgi lui sauve la vie et l'emprisonne dans la prison souterraine.
- Taihaku est le gardien de la quatrième porte qui mène au palais du Yin et du Yang (bien qu'il aurait dû en temps normal apparaître en dernier puisqu'il est le chef des cinq planètes). C'est un homme imposant tant par sa taille que par son charisme. Bon et généreux il souhaite voir les enfants de créatures ratées du clan Mibu qu'il protège heureux. À l'origine, il était un simple humain, mais à la suite d'une rencontre avec le roi rouge, celui-ci lui sauva la vie et lui conféra l'immortalité. N'étant pas un Mibu, il ne maîtrise pas d'élément (contrairement aux quatre autres Planètes) mais est aussi rapide qu'un éclair avec son sabre malgré sa carrure imposante. D'habitude calme et réfléchi, il devient sans pitié contre ses adversaires (en l'occurrence Tigre Rouge) et cette quasi-rage ainsi que son incroyable vitesse font qu'on peut le comparer à Ashura, le dieu de la guerre. Après avoir perdu contre Tigre Rouge, il est bien conscient que le clan a changé en mal, et il confie ses espoirs au groupe de Kyo. Toutefois il est poignardé peu après par le chef des Quatre Sages, Fubuki. Luciole brûlera son corps pour qu'il repose en paix (volume 20). Il a également rencontré Nozomu Shina avant sa mort. C'est lui qui révèlera à Yuya que Nozomu n'est pas son véritable frère.

### Chaman
- Nozomu Shiina est un chaman et peut deviner le passé des personnes qu'il touche. Il a subi la chasse aux chamans comme Sakuya et Akari. Nozomu était fortement lié aux Mibu. Tout le monde pensait qu'il avait frôlé l'ex-roi rouge et qu'il avait pris connaissance de son passé alors que nul ne devait le connaître, car son passé recélait un secret capable de remettre en cause l'existence même du clan Mibu qui règne dans l'ombre sur le Japon, alors que dans le volume 30 on apprend qu'il a volontairement tenté de connaître le passé de l'ex-roi rouge pour pouvoir s'enfuir du clan Mibu. Il fut obligé de prendre la fuite et a adopté Yuya après avoir quitté les Mibu et lui a donné son nom, Shiina. Il raconté ce fameux secret à sa vraie sœur, Sakuya mais peut être aussi à Yuya quand elle était plus jeune (on l'apprend dans le volume 29), avant de quitter les Mibu. Il a été assassiné par Kyoshiro Mibu sous les yeux de Yuya, mais a été ressuscité par les Mibu, et fait à présent partie des douze généraux sacrés, dont il est le chef. Son nom de code est Shatora et il ne se rappelle plus de Yuya, bien que ce nom le rende nostalgique. Actuellement l'âme de Nobunaga a été transférée dans son corps.
- Akari de son vrai nom Tokichirô Mitarai
- Sakuya une femme chaman. Elle peut lire l'avenir dans les étoiles. Personnage à la fois central et énigmatique, ses connaissances sont souvent mentionnées tout au long du manga, mais ses apparitions sont toutes très courtes et mystérieuses. Elle est la vraie sœur de Nozomu. Elle est la cause principale du différend opposant Kyo aux yeux de démon et Kyoshiro Mibu. Connaissant le secret des Mibu, elle est une menace pour ce clan, ce qui met sa vie en danger. Afin d'éviter le pire, elle est protégée par Yukimura Sanada et une partie de ses ninjas. Jusqu'à présent et sur les conseils de Yukimura, il semblerait qu'elle se cachait quelque part près de Kudoyama, avant de partir en terres impériales, à Kyōto. Elle fut détenue au palais du Yin et du Yang des Mibu, mais Yukimura veillait sur elle.

## Clan Sanada

### Membres des Sanada
- Yukimura Sanada[1] fait partie du clan Sanada et est la personne la plus crainte par le pouvoir en place à cette époque. Malgré des traits fins et une apparence androgyne, c'est un grand combattant qui manie très bien le sabre. Il est continuellement protégé par une garde personnelle de dix ninjas et n'hésite pas non plus à les aider le moment venu. Son but est de conquérir le pouvoir, d'une façon beaucoup plus fine et réfléchie que Bontenmaru. Il vient trouver Kyo aux yeux de démon pour lui demander un service en échange de quoi il lui révèlera où Kyoshiro Mibu a caché son véritable corps. Ce service est de participer à un combat organisé par Ieyasu Tokugawa et de le tuer. Yukimura, bien qu'activement recherché par celui-ci, participera au tournoi sous une fausse identité. Durant celui-ci Yuki affronte son frère, Nobuyuki Sanada, qui lui révèle la véritable intention d'Ieyasu Tokugawa : tuer tous les samouraïs présents car ce ne sont que des criminels. Yukimura et les autres échappent à une mort certaine et bien que Kyo n'ai pas tué Ieyasu Tokugawa, il lui révèle où se situe son corps. Sanada quitte Kyo et sa bande lorsqu'il partent dans la forêt de la mort mais il leur envoie Sasuke Sarutobi pour leur servir de guide. Il les rejoindra ensuite et combattra Haira, un faux général sacré, qui perdra un bras puis périra coupé en deux. Après l'épisode de la forêt d'Aokigahara et d'Oda Nobunaga, il suivit la bande de Kyo jusque chez Muramasa puis, sur conseil de ce dernier, partit au Mont Kurama se faire entraîner par Anri, le Tengu (démon au long nez) de la montagne. Il lui transmit notamment la technique des « Yeux du Hochequeue », qui permet d'effectuer un déplacement instantané faisant croire à l'ennemi une hallucination. Cependant, comme Yukimura est un humain et non un Mibu, il ne peut employer cette technique que cinq fois par jour, sinon il mourra. Pour le moment, il semblerait qu'il se soit rallié aux Mibu (en apparence), ainsi que ses 10 guerriers (à l'exception de Sasuke qui reste avec Kyo jusqu'à ce qu'Yukimura fasse appel à lui). Mais nous apprenons dans le numéro 26 que contrairement à son ancien serviteur Shindara ou Sarutobi Sasuke, Yukimura Sanada a trompé le clan Mibu. Dans le 27e volume, Yukimura se bat au sabre contre Kyo. Le combat ne dure pas longtemps; Les deux hommes s'aperçoivent rapidement qu'ils sont à égalité. Yukimura Sanada fait partie des samouraïs avec lequel Kyo aime le plus se battre. Les deux hommes ressentent de grands frissons de joies dans leur corps à l'idée de s'affronter en duel.
- Noboyuki Sanada fait partie du clan Sanada mais contrairement à son frère Yukimura Sanada, il est à première vue du côté du shogun Ieyasu Tokugawa. Lors de la bataille de Sekigahara, son père voulant à tout prix être du côté des vainqueurs, plaça Yukimura dans l'armée de l’ouest et Nobuyuki dans celle de l'est ainsi, quel que soit le vainqueur, il y aura forcément un Sanada dans ses rangs et ainsi veiller à ce que le clan perdure. C’est lors du tournoi organisé par Ieyasu à Edo (ancien nom de Tokyo) que Nobuyuki apparaît. Il porte un masque et se mêle aux autres combattants ayant pour seul objectif de récolter des informations pour le compte de Ieyasu. Lors des matchs, il rencontre son frère et un combat fratricide s’engage.

### Ninjas des Sanada
- Sasuke Sarutobi[1] est un enfant ninja, membre des dix guerriers de Sanada. Il a eu une enfance difficile et vivait avec un autre jeune garçon, Kotaro, qui était son seul ami dans la forêt. Ce dernier disparut et Sasuke se retrouva seul. Il semble garder un lourd secret quant à cette disparition et lorsqu'il retrouvera Kotaro quelques années plus tard, celui-ci accusera Sasuke de l'avoir trahi. Il a été recueilli peu après la bataille de Sekigahara par Yukimura Sanada. Yukimura quittait la forêt d'Aokigahara où il avait aidé Kyoshiro à cacher le corps de Kyo lorsqu'il a rencontré un jeune garçon d'environ huit ans blessé et à bout de force. Dans un monde où seules la violence et la trahison existent, Sasuke n'hésite pas longtemps avant d'accepter la main tendue de celui qui deviendra son maître et ami et qui lui donne un nom: Sarutobi. En dépit de son jeune âge, Sasuke est un excellent combattant. Quatre ans plus tard, il devient le plus fort des guerriers de Sanada. Durant les combats de la forêt d'Aokigahara, il affronte un géant qui voulait le manger et le bat sans sourciller. Rencontrant Kyo juste après, il le provoque en duel pour savoir qui des deux possédait le Tenrô. Le combat s’arrêta lorsqu’il s'aperçut qu’il ne possédait qu’une copie du sabre Muramasa. Lors des combats qui auront lieu plus tard, il fera preuve d'une grande force et d'un réel dévouement envers Yukimura à qui il juge qu'il doit la vie. Sasuke est un enfant plutôt renfermé sauf lors des combats ou de ses disputes avec Tigre Rouge. Il ne sait pas exprimer ses sentiments, ce qui le rend très attachant, Yukimura ne peut pas s'empêcher de le prendre dans ses bras et Tigre Rouge de lui chercher la bagarre (qu'il perd tout le temps d'ailleurs). Il découvrira plus tard quels sont les secrets entourant sa naissance et celles des habitants de la forêt (comme le fait qu'il ne soit qu'une créature, portant le numéro 15379, créée par Hishigi, membre des 4 Sages, ou encore que les habitants de la forêt ne soient que des créatures créées par le docteur Blanc destinées à ne vivre qu'une quinzaine d'années et uniquement pour servir les Mibu). Il affrontera au clan Mibu Kotaro ainsi qu'Indara et pour finir Chinmei. Lors de son dernier combat contre Chinmei il parviendra à communiquer avec le shibien.
- Saizo possède une grande admiration pour Yukimura. Il était l'élève de l'ex-Sasuke Sarutobi actuel Shindara L'immortel des 12 Généraux Sacrés de Nobunaga. Il lui vouait une grande admiration et ne comprenait pas pourquoi il a abandonné les Sanada (avant de savoir qu'il l'avait fait pour le bien de tous).
- Kosuke fait partie des dix guerriers de Sanada. Bien qu'elle soit une femme, sa ressemblance avec Yukimura est frappante, elle lui sert tout naturellement de doublure. C'est aussi elle qui a surveillé Sakuya lorsqu'elle était à Kudoyama. Yukimura affirme qu'elle est la seule à qui Sasuke se confie.
- Jinpachi
- Kamanosuke
- Kakei Juuzo
- Unno Rokuro
- Mochizuki Rokuro
- Issa Nyudo Miyoshi
- Seikai Nyudo Miyoshi

## Clan Tokugawa

### Membres des Tokugawa
- Hidetada Tokugawa alias Tigre rouge
- Ieyasu Tokugawa est le maître du Japon et ce, depuis sa victoire décisive sur les troupes de l'ouest à la bataille de Sekigahara. C’est un personnage intelligent et manipulateur. Craignant pour sa sécurité dans son palais de Edo, il se fait passer pour Hanzo Hattori (chef des ninjas d'Iga), le fidèle ninja de sa propre doublure alors que ce dernier ignore qui est le vrai Ieyasu. C’est lors d’un tournoi organisé par son double, où tous les plus grands samurais sont venus s'affronter qu’il reprend sa place malgré la tentative d’assassinat venant de Yukimura Sanada. Il est le père de Hidetada Tokugawa et celui-ci souffre du manque de reconnaissance de son père envers ses qualités de combattant, chose qui le poussa en partie à quitter le palais pour devenir plus fort. Contrairement aux précédents dirigeants, Ieyasu n’a de compte à rendre à personne et refuse d’être un pantin du clan Mibu ce qui le met en position difficile vis-à-vis de ces derniers qui dirigent secrètement le Japon depuis les temps anciens. C'est pourquoi ils n'hésitent pas à envoyer des tueurs pour l'éliminer.

### Ninjas des Tokugawa
- Mahiro apparaît dès la fin du volume 3. Persuadée que Kyo a tué sa sœur elle devient ninja au service des Tokugawa et cherche à se venger de Kyo. Lorsque le palais des Tokugawa est attaqué par les Mibu, elle résiste, plus ou moins en vain. Par la suite elle accompagne Tigre Rouge et Sasuke qui sont partis rejoindre Kyo en territoire Mibu. Elle a été amoureuse de Kyo à une époque. Après avoir appris la vérité de la bouche de Chinmei (c'est lui-même qui a tué sa sœur), elle le combat mais est sérieusement blessée. Après la fin du combat, elle regrette de ne pas avoir cru en Kyo comme le fait Yuya et rentre chez les Tokugawa sur ordre de Tigre Rouge en compagnie de Haku, le chien de Sasuke. Mahiro est la belle-sœur de Muramasa.

## Généraux Sacrés

### Chef
- Oda Nobunaga

### Les douze Généraux Sacrés
- Ajira, en réalité Akira
- Antera a l'apparence d'une petite fillette qui se bat avec deux énormes massues. On apprend au volume 25 qu'elle se nomme en réalité Anju et qu'elle est la fille d'un autre membre des douze généraux sacrés : Kubira, qui a sacrifié la mémoire de sa fille et s'est lui-même transformé en guerrier fou pour la sauver de la maladie de la mort.
- Maro Bassara est un archer d'exception capable d'envoyer plusieurs flèches d'un seul tir, et qui se planteront toutes dans les cibles choisies. Il est le seul général sacré à se douter de la trahison d'Akira/Ajira et il semble assez protecteur envers Santera qui le suit dans tous ses déplacements. Bassara sera tué par Yukimura Sanada, coupé en deux dans le sens de la longueur, ce qui ne sera pas sans provoquer la colère de Santera.
- Bikara prend la forme d'un personnage massif et imposant à l'apparence très masculine, et parle d'elle au féminin. Sa véritable nature n'est pas révélée. Elle combat avec des armes blanches particulières : des anneaux de métal tranchants qu'elle utilise aussi bien empilés autour de ses avant-bras qu'à la manière de frisbees mortels. C'est un guerrier redoutable dont la véritable force réside dans son extraordinaire vitesse de déplacement. Kyo aux yeux de démon affronte Bikara pendant plusieurs heures lors de la bataille de Sekigahara, où ils font partie des rares survivants. Aucun des deux combattants ne parviendra à prendre le dessus. Ils se rencontrent à nouveau dans la forêt d'Aokigahara lorsque Bikara agresse Sasuke Sarutobi. Leur duel sera toutefois interrompu par l'arrivée de Shindara. Bikara meurt congelée par Akira.
- Haira est le dernier généraux sacres a apparaitre. Il affronte Bontenmaru. Mais se fait éliminer par la forme féroce de ce dernier.
- Indara : Elle est l'un des 12 généraux sacrés d'Oda Nobunaga et un quatre guerriers fous que Nobunaga ne parvient pas à contrôler et que Fubuki remplaça par d'autres guerriers. Comme tous les guerriers fous, elle se nourrit de chair humaine et malgré sa beauté et ses vêtements de qualité, il émane d'elle une odeur nauséabonde. Néanmoins elle est très intelligente. Indara se bat avec un grand éventail en acier et possède une puissante technique nommée "Le Chant de la Sirène". Cette technique lui permet d'envouter les personnes qui entendent sa mélodie. Elle lui permet aussi de contrôler ce qui n'est pas vivant comme les rochers par exemple. Enfin elle se sert de sa technique pour modifier la structure de ses bras et les rendre aussi solides que des diamants. Indara est à l'origine de la haine qu'éprouve Makora pour Sasuke. En effet, voulant dévorer ce dernier, elle envouta Makora pour qu'il l'attaque. Pour se défendre, Sasuke fut ainsi contrait de blesser son meilleur ami. découvrant la vérité, Makora se prit le coup d'Indara destiné à Sasuke ce qui énerva ce dernier, faisant apparaitre ses yeux de démon. Sous-estimant ses capacités, Indara meurt par la technique secrète de Sasuke.
- Kubira est l'un des douze Généraux Sacrés
- Makora : À l'origine, c'est un habitant de la forêt, son espérance de vie n'est donc guère supérieure à une quinzaine d'années. Il était le meilleur ami de Sasuke Sarutobi, ils ont d'ailleurs passé la plus grande partie de leur enfance ensemble ayant pour objectif de devenir le futur roi rouge. Il manipule les ombres et a toujours des noix anti-stress dans la main qu'il passe son temps à briser dès qu'il pense à Sasuke. Ses bandages lui servent à cacher la pourriture qui ronge son corps de créature ratée du Clan Mibu. Le groupe de Kyo le rencontre pour la première fois dans la forêt d'Aokigahara, il y est alors accompagné de Haira. Sasuke le revoit et le combat accompagné de Okuni en terre Mibu, sur le mont Fuji. Lors de son combat contre Sasuke, il apprendra qu'en fait Indara, des 12 Généraux Sacrés (la vraie, et non Okuni), l'avait manipulé pour le faire attaquer son meilleur ami et que ce dernier n'avait fait que se défendre. Il mourra donc en connaissant la vérité et en encourageant son ami de toujours.
- Mekira fait partie des quatre guerriers fous, ceux que Nobunaga n'a pas réussi à contrôler et que le clan Mibu a dû emprisonner. Comme les trois autres, il se nourrit de chair humaine, et combat avec des chaînes. Bien qu'il ne soit pas physiquement repoussant, il empeste néanmoins la chair et le sang. Les Mibu lui ont implanté un pouvoir ancestral, "Les yeux de la Méduse", sous forme d'une pléiade d'yeux lui couvrant le bras qui changent en pierre quiconque les regarde. Santera le dit aussi fort qu'une des Cinq Planètes mais ayant perdu la raison et son identité à cause des "Yeux de la méduse", il transforme en pierre cette dernière et affronte Akari. Le combat ne tournant pas vraiment à l'avantage d'Akari, elle devra enlever son gant gauche et révéler à Mékira sa plus puissante arme : le véritable Œil de la Méduse (ceux de Mékira ne sont que de pâles copies) que les Mibu ont implanté au dos de sa main et qui réduira instantanément Mekira en cendres.
- Santera : Son corps possède la capacité de sécréter une poudre qui peut tout dissoudre, ce qui fait d'elle un adversaire redoutable. Bassara dit d'ailleurs à son sujet que d'une certaine façon, elle est la plus puissante des généraux sacrés, cependant elle n'est encore qu'une fillette de 14 ans et il lui manque donc les réflexes du guerrier. Mais Santera ne contrôle pas ce pouvoir, cette poudre se répand quand elle ressent de vives émotions, notamment la peur, voir la colère. Elle refuse de se battre mais elle est utilisée par les Mibu. Elle est vaincue par Akari qui la prend sous son aile et lui fait connaître pour la première fois la chaleur d'un contact humain. Il existe d'ailleurs un parallèle entre Akari et Santera; elles ont toutes deux connus une enfance difficile car rejetées de tous à cause de leurs pouvoirs.
- Shatora : De son vrai nom Nozomu Shiina, il est le frère de la chamane Sakuya (liseur d'avenir dans les étoiles) et un chamane. C'est le chef des douze généraux sacrés et aussi le frère de Yuya mort 4 ans auparavant, assassiné par Kyoshiro Mibu. Shatora a le pouvoir de lire le passé des personnes qu'il touche. Il a ainsi eu le malheur de frôler une personne qu'il ne fallait pas et s'est retrouvé en possession d'un secret qui pourrait remettre en cause l'existence même des Mibu. Il sera donc contraint de fuir et de se cacher. Lors de sa fuite il découvrira un bébé abandonné sur les marches d'un temple et décidera de l'élever comme sa propre sœur, il l'appellera Yuya Shiina et l'aimera comme sa propre sœur.
- Shindara, aussi surnommé "Shindara l'immortel". On apprend au fil du manga qu'il fut aussi dans le passé le plus puissant des dix guerriers de Sanada, sous le nom de Sasuke Sarutobi, porté depuis par un jeune garçon. Il utilise des flammes pour se battre. Des expériences menées sur lui par le clan Mibu lui ont donné une incroyable capacité de régénération, ce qui peut donner l'impression qu'il est invulnérable, voire immortel.

### Les faux Généraux Sacrés
- Haira fait partie des Généraux Sacrés de Oda Nobunaga mais est en réalité un leurre, un combattant destiné à tester les capacités de l’ennemi. Mais ce détail ne lui est pas connu. Il apparaît dans la forêt d’Aokigahara et combat Yukimura Sanada. Possède une force assez exceptionnelle mais celle-ci ne l'empêchera pas de se faire couper un bras par Yukimura dès les premières minutes du combat. Néanmoins il maîtrise bien tous les muscles de son corps et en contractant ces derniers, il réussit à arrêter l'hémorragie due à la perte de son bras. Refusant d'admettre sa défaite malgré ce handicap, il continue le combat et arrive à soulever un rocher avec sa main restante et le lance vers son adversaire et en profite pour se placer dans le sillage de cette pierre afin d’attaquer Yukimura lorsqu’il voudra éviter le rocher. Malheureusement pour lui, Yukimura ne craint pas cette attaque et fend la pierre et Haira en une seule attaque. Haira se retrouve ainsi coupé en deux dans le sens de la longueur.
- Indara
- Kubira fait partie des généraux sacrés d'Oda Nobunaga mais est en réalité un leurre, tout comme Haira et Mekira, un combattant destiné à tester les capacités de l'ennemi. Ce détail lui est bien sûr caché par le clan Mibu. Il combat Kyo aux yeux de démon au milieu de la forêt d'Aokigahara et est un marionnettiste. Ses jouets prennent l'aspect, la voix de leur cible ainsi qu'une partie de leurs techniques et de leur force. Fin calculateur, il réajuste à chaque instant ses poupées afin de les améliorer et de profiter des points faibles de son adversaire. Ayant été informé que Kyo ne peut se battre plus de dix minutes d'affilée dans le corps de Kyoshiro Mibu, il fait durer le combat pour découvrir ce qui se passe au-delà de cette limite. Pour se protéger, il utilise une marionnette jouant son propre rôle ; ainsi lors du coup de grâce il n'est pas touché et fait comme s'il était mort afin de laisser partir Kyo. Peu après Ajira apparaît, se sentant protégé il lui apprend alors qu'il avait découvert le secret de Kyo et ainsi savait comment il pourrait le battre à coup sûr. Mais ce secret ne devant jamais être découvert par d'autres personnes, Ajira le tue avant qu'il n'ait eu le temps de le révéler à quiconque.
- Mekira semble faire partie des douze généraux sacrés d'Oda Nobunaga, mais n'est en réalité qu'un leurre (il n'est pas au courant). Il apparaît dans la forêt d’Aokigahara et combat Tigre rouge. Ces deux personnes se connaissaient, ils ont eu le même maître et donc sont tous les deux experts dans les mêmes ombres (sortes de clones de soi-même consistants). Ils manient également tous deux une lance, les "Ailes du Tigre" pour Tigre rouge (plus tard, le Hokuraku Shimon) et "Ailes de Panthère" pour Mekira. Le combat tourne vite à l’avantage de Mekira, celui-ci arrivant à contrer les attaques de Tigre rouge. De plus, la Panthère est beaucoup plus volumineuse que le Tigre et permet d'asséner des coups plus larges et plus puissants. Tigre Rouge parvient toutefois à déjouer la stratégie de Mekira : premièrement, ce dernier place sa main droite (sur laquelle est écrit "Destin") devant son visage, puis la décale pour que l'ennemi se focalise sur son œil droit, ce qui crée un moment d'inattention pendant lequel Mekira est passé derrière l'adversaire. Cependant, Tigre rouge n’avait pas oublié l’assassin de leur maître et fut contraint d'utiliser une des "Techniques secrètes de l'école des Ombres divines", le Hassun qui trouera littéralement Mekira. Ainsi, Tigre put venger son maître.

## Les Tricolores

### Chef
- Kido Genma apparaît dans le tome 2. Issu d'une grande famille, il est le chef des Tricolores. Il connaît Kyo aux yeux de démon, c'est d'ailleurs à celui-ci qu'il doit la cicatrice ornant son visage. Il veut se battre contre Kyo mais c'est Tigre rouge qui le rencontre et qui le bat très facilement.

### Les Tricolores
- Tigre Rouge
- Corbeau blanc est l'un des trois membres des tricolores avec Tigre rouge et Scorpion noir, sous le commandement de Kido Genma. D'une apparence plutôt chétive, il se révèle être le premier combattant digne d'intérêt pour Kyo aux yeux de démon. Brave samouraï, il est dévoué corps et âme à Genma et ainsi affronte l'homme aux mille victimes. Manipulant à la perfection son environnement, il crée un univers de combat rempli de feuilles de cerisier. Ainsi pris au piège dans le jeu du Corbeau, Kyo paraît en difficulté. Le démon s'adapte à cet univers et le copie. La continuité étant coupée, Corbeau ne peut que compter le souffle du mizuchi de Kyo et meurt à cause du sectionnement de tous ses organes et veines.
- Scorpion noir : Sa première apparition se fait dans le tome 2. Son nom est dû au fait qu'il a le corps entièrement noir et qu'il empoisonne pour tuer sa victime. Scorpion Noir fait partie des "tricolores", une organisation criminelle de 3 personnes au service de la famille Kido : Tigre rouge, Corbeau blanc et Scorpion noir. Il est le plus faible des trois. Son but dans le manga est d'assassiner Kyo aux yeux de démon. Mais il se fait tuer par corbeau blanc avant.

## Frères Bantoji
- Les Frères Bantoji sont un célèbre duo, d'une prime de cinquante ryo. Son frère aîné se nomme Toji, "le vent", et est extrêmement rapide ; quant à Banji, lui, est plutôt imposant et de grande carrure. Il manie un grand marteau et mange souvent de la pieuvre. Il paraît lent mais est le plus intelligent des deux.

## Autres criminels
- Heisuke est un petit criminel se trouvant sur la route de Tokai et valant la somme de deux ryo. Surnommé "Heisuke le Lièvre", Yuya Shiina l'attrapera grâce au "Kyoshiro-canon", puis il sera remis au commissariat d'une petite ville pauvre.
- Kazura est la dirigeante d'une petite organisation de crime organisé dans une petite ville pauvre. Elle est assez méchante et sadique. Son organisation se fera entièrement descendre par Yuya Shiina quand elle s'apprêtait à tuer un petit voleur voulant la quitter : Kota. Sa prime est pour le moment inconnue.
- Jimon